# Genesis (curtmetratge)
Genesis és un curtmetratge de 1998 dirigit pel director barceloní Nacho Cerdà, el tercer de la trilogia formada per The Awakening i Aftermath.

## Argument
Traumatitzat per la mort de la seva dona en un accident de cotxe, un escultor decideix esculpir-ne un bust en la seva memòria. A mesura que el treball cobra vida, ell es torna de pedra i gradualment es consumeix.

## Repartiment
- Pep Tosar... Escultor
- Trae Houlihan... Esposa

## Premis i nominacions
- 1998: Festival de Cinema Fantàstic de Sitges: premi al millor curtmetratge[1]
- 1998: Goya al millor curtmetratge de ficció: nominat[2]
- 1998: FanTasia Film Festival: Millor curtmetratge.